# Österreichische Basketballnationalmannschaft der Damen
Die österreichische Basketballnationalmannschaft der Damen repräsentiert Österreich im internationalen Basketball und wird vom Verband Basketball Austria organisiert. Im Zeitraum von 1950 bis 1972 konnte die Mannschaft insgesamt sieben Mal an einer  Europameisterschaft teilnehmen. Beste Platzierung war dabei in drei Turnieren jeweils der achte Platz.

## Abschneiden bei internationalen Wettbewerben

### Olympische Spiele
| - keine Teilnahme |

### Weltmeisterschaften
| - keine Teilnahme |

### Europameisterschaften
| - 1950 – 10. Platz - 1952 – 9. Platz - 1954 – 8. Platz - 1956 – 8. Platz | - 1958 – 8. Platz - 1970 – 10. Platz - 1972 – 12. Platz |